# Adolf Seilacher
Adolf Seilacher (24 de febrero de 1925-26 de abril de 2014) fue un destacado paleontólogo alemán, autor de la biomorfodinámica o morfología construccional. También es famoso por su clasificación etológica de las pistas fósiles, su modelo de icnofacies y por sus estudios de la Biota de Ediacara.

## Carrera
Seilacher empezó su doctorado con Otto Heinrich Schindewolf, profesor de paleontología de la Universidad de Tubinga. También influyó en su formación el paleontólogo Otto Linck. Luchó en la Segunda Guerra Mundial, y luego retomó sus estudios en Tubinga.
Termina su tesis doctoral sobre paleoicnología en 1951, y continúa sus trabajos en la Universidad de Fráncfort en 1957, y luego en la Universidad de Bagdad. Vuelve a Tubinga en 1964 para suceder a Schindewolf. Desde 1987 fue profesor adjunto en la Universidad de Yale en New Haven (Connecticut), dividiendo su tiempo entre Tubinga y Yale. En 1994 recibió la Medalla Gustav Steinmann otorgada por la Asociación Geológica.

## Clasificación de las pistas
En sus trabajos de mediados del siglo XX, Seilacher realiza estudios del comportamiento de organismos extintos a través de los icnofósiles o pistas fósiles icnofósil. Clasifica los icnofósiles usando como criterio la etología del organismo productor. Así distingue:
- Domichnia: término que agrupa las pistas producidas por el comportamiento de construcción de una morada. Frecuentemente están construidas por animales semisésiles suspensívoros y también por carnívoros y sedimentívoros. Un ejemplo sería Skolithos.
- Cubichnia: pistas producidas por reposo, como, por ejemplo, Asteriacites.
- Pascichnia: pistas de alimentación producidas por organismos micrófagos vágiles en la interfase agua-sedimento, como Phycosiphon.
- Fodinichnia: pistas producidas por organismos semisésiles que buscan comida, y al mismo tiempo habitación dentro del sedimento. Un ejemplo sería Planolites.
- Repichnia: pistas producidas como resultado de la locomoción de un organismo, como Gordia.

Más adelante, otros autores incluyeron dos tipos básicos de comportamiento más: Fugichnia y Agrichnia.
También propuso Seilacher una clasificación de icnofacies para distinguir diferentes biotopos en función de la profundidad.

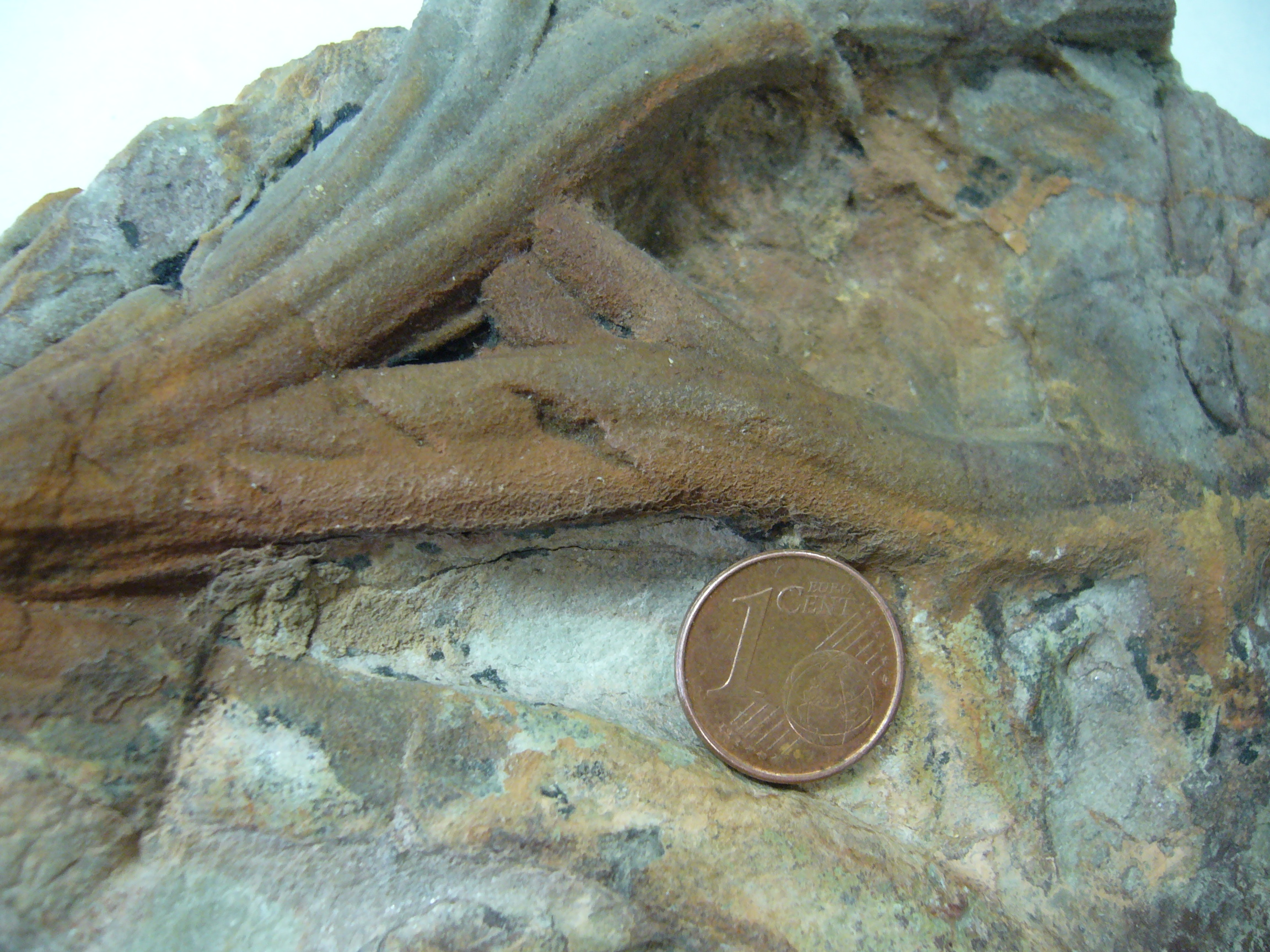
Repichnia (Cruziana).
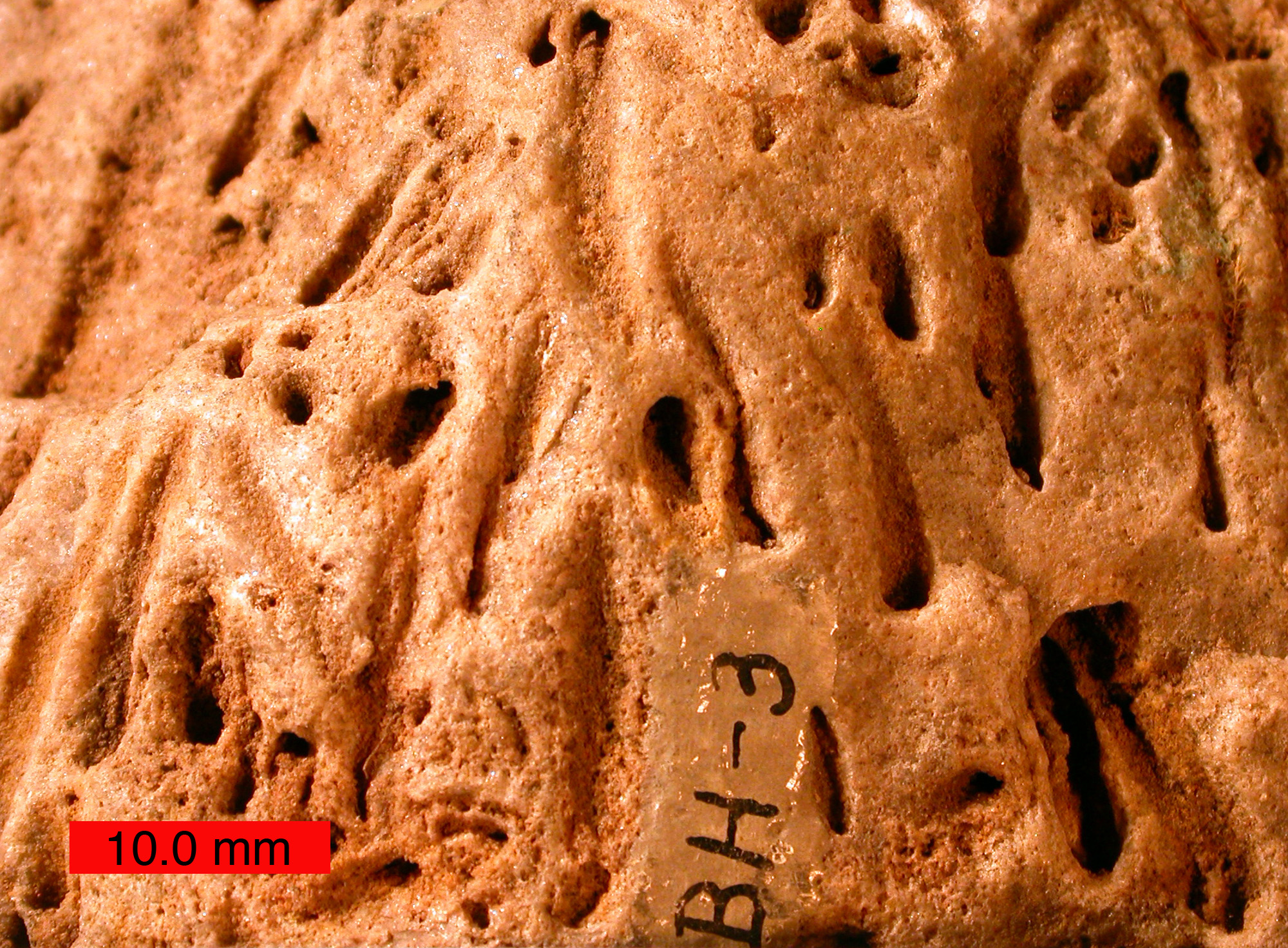
Domichnia (Skolithos).
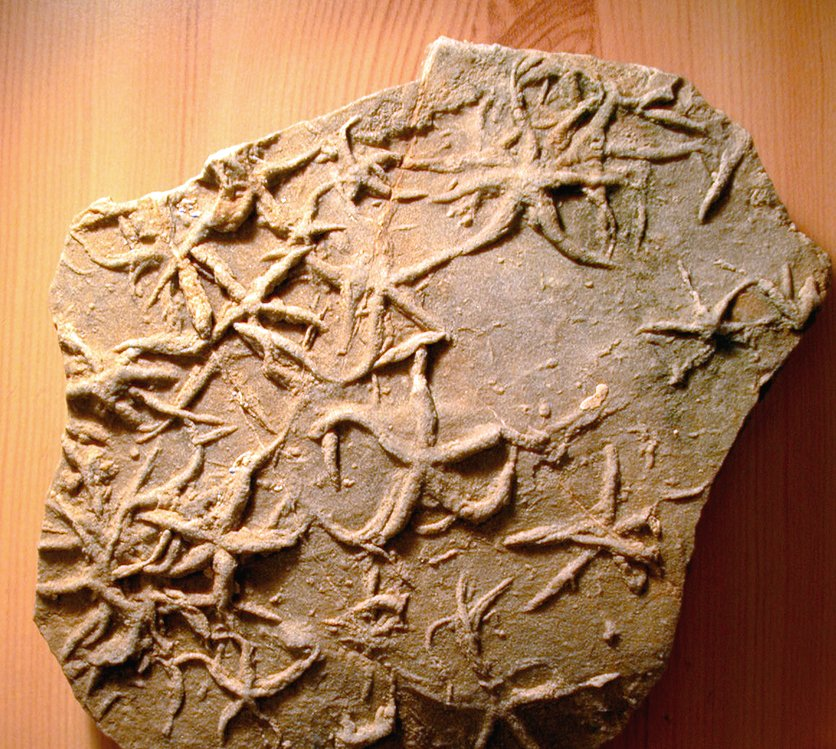
Cubichnia (Asteriacites).

## La biomorfodinámica
En 1970 Seilacher presentó la biomorfodinámica como un modo de concebir el estudio de la forma (morfología) en tanto que generada por tres grandes factores: histórico o filogenético, de fabricación y funcional. En 1991 Seilacher introdujo el ambiente como un cuarto factor.

## Biota de Ediacara
Seilacher, a comienzos de la década de 1980, interpretó la biota de Ediacara de una manera radicalmente distinta a como se había venido haciendo hasta ese momento.
Por un lado, argumentaba que las criaturas de Ediacara no podían haber funcionado como sus contrapartidas modernas, por lo que no pueden estar emparentadas con ningún grupo vivo, a pesar de ciertas semejanzas en la morfología. Por otro lado, afirmaba que la mayoría de los organismos de Ediacara pueden hallarse taxonómicamente unidos como variaciones de un único plan anatómico: una forma plana dividida en secciones contiguas dispuestas a modo de colchón neumático. A estos seres los incluyó dentro de un nuevo filo: Vendobionta.

## Para saber más
- (en inglés) Derek E.G. Briggs (ed.) Evolving Form and Function: Fossils and Development. Proceedings of a symposium honoring Adolf Seilacher for his contributions to palaeontology, in celebration of his 80th birthday.

- Biografía en: Werner K. Weidert (ed.) Klassische Fundstellen der Paläontologie. Vol. 2: 23 Fundgebiete und Aufschlüsse in Dänemark, Deutschland, England, Frankreich, Österreich, Schweiz und Tschechoslowakei. Goldschneck-Verlag, Korb 1990, ISBN 3-926129-05-0